# Ockrabröstad sabelvinge
Ockrabröstad sabelvinge (Campylopterus duidae) är en fågel i familjen kolibrier.

## Utbredning och systematik
Ockrabröstad sabelvinge delas in i två underarter:
- C. d. duidae – förekommer på tepuis i södra Venezuela (berget Duida) och angränsande norra Brasilien
- C. d. guaiquinimae – förekommer på tepuis i södra Venezuela (berget Guaiquinima)

## Status
IUCN kategoriserar arten som livskraftig.